# Chāfū Chāh
Chāfū Chāh är en ort i Iran.   Den ligger i provinsen Gilan, i den norra delen av landet, 230 km nordväst om huvudstaden Teheran. Antalet invånare är 465.
Terrängen runt Chāfū Chāh är mycket platt. Runt Chāfū Chāh är det ganska tätbefolkat, med 155 invånare per kvadratkilometer. Närmaste större samhälle är Khoshk-e Bījār, 8,2 km nordväst om Chāfū Chāh. Trakten runt Chāfū Chāh består till största delen av jordbruksmark.